# جوش بيكر (لاعب كرة قدم أمريكية)
جوش بيكر (بالإنجليزية: Josh Baker)‏ هو لاعب كرة قدم أمريكية أمريكي، ولد في 25 ديسمبر 1986 في تشيسابيك في الولايات المتحدة.

## وصلات خارجية
- جوش بيكر على موقع مرجع كرة القدم المحترفة.كوم (الإنجليزية)